# Église Saint-Nicolas de Louga
L'église Saint-Nicolas (Храм Святого Николая) est une petite église néogothique, monument protégé de la ville de Louga près de Saint-Pétersbourg dans l'oblast de Léningrad en Russie. Cette église de rite catholique a été rendue au culte en 1996. Elle dépend du doyenné du nord-ouest appartenant à l'archidiocèse de Moscou.

## Historique
Il y avait à la fin du XIXe siècle près de cinq cents catholiques qui vivaient dans la ville de Louga, pour la plupart ouvriers de la ligne de chemin de fer. Une paroisse est enregistrée, et elle demande en 1895 la permission de faire construire une chapelle de bois. La permission n'est accordée qu'en 1902 et le nombre de fidèles s'étant accru, il est décidé de bâtir une petite église de briques de style néogothique dont les plans sont confiés à l'architecte Dietrich. Elle est consacrée le 29 juin 1904 à saint Nicolas. Quelques mois plus tard le P. Antoni Malecki ouvre une école paroissiale pour garçons de familles modestes.
Au plus fort de la répression stalinienne, l'église est fermée en 1937; le curé, l'organiste et dix-neuf paroissiens actifs sont fusillés. L'édifice est transformé en salle de gymnastique.
Au milieu des années 1990, lorsque des relations normales sont rétablies en Russie entre l'État et les différentes confessions, l'église est rendue à l'Église catholique après plusieurs démarches administratives. Mgr Tadeusz Kondrusewicz, alors administrateur apostolique, vient la consacrer le 9 novembre 1996. Elle est desservie par un prêtre venant régulièrement de Pskov, puis accueille un desservant à demeure à partir de 1999, de nationalité italienne.

## Architecture
L'église de briques possède un petit clocher qui était autrefois surmonté d'un toit en forme de flèche. De chaque côté de la façade se trouvent deux petits clochetons surmonté chacun d'une croix. Six fenêtres ogivales éclairent l'édifice de chaque côté de la nef. Au fond de l'église le chœur avec son presbyterium ouvre sur une petite sacristie.

## Source
- (ru) Cet article est partiellement ou en totalité issu de l’article de Wikipédia en russe intitulé « Храм Святого Николая (Луга) » (voir la liste des auteurs).